# Мітулінський Юрій Тарасович
Юрій Тарасович Мітулінський ( нар. 23 грудня 1926 року –  пом. 30 січня 1988 року) – радянський організатор та розробник у сфері автоматизації проектування, кандидат технічних наук, заслужений машинобудівник УРСР.

## Біографія
Юрій Мітулінський народився у м. Золотоноші Черкаська область 23 грудня 1926 року в родині майбутнього "ворога народу". Батько Тарас Спиридонович  обіймав посаду голови Київської міської ради, був розстріляний у 1937 році. Його реабілітували лише 1957-го. 
Закінчив електротехнічний факультет Інституту кіноінженерів (нині це акустичний факультет КПІ). 1957 року в Києві починає працювати обчислювальний центр АН УРСР, що незабаром перетворився на потужний полюс тяжіння для молодих і амбітних вчених, яких охоче бере під своє крило легендарний академік Віктор Глушков. Саме тоді там починає працювати Юрій Тарасович. У 1962 році його призначають керівником інженерно-конструкторського відділу, а згодом – директором Спеціального конструкторського бюро (СКБ) математичних машин і систем у складі  Інституту кібернетики (1963). То був потужний автономний комплекс із власними науковими підрозділами, конструкторським бюро та дослідним заводом. На цій посаді працював 20 років, очолював колектив із трьох тисяч осіб. 
Мітулінський Ю. Т. забезпечив управління космічним польотом "Союз – Аполлон". За час роботи брав участь у розробці комплексу елементів "Мир 1" та "Мир 2", конструюванні та впровадженні першої у СРСР обчислювальної машини "Дніпро". Під керівництвом Юрія Мітулінського створювали відомі серії обчислювальних машин "Київ", "Промінь" та інших.
Автор 22 робіт в галузі обчислювальної техніки. 
Помер 30 січня 1988 року в м. Київ. Похований на Байкове кладовище. 

## Відзнаки
Кандидат технічних наук (1968). Заслужений машинобудівник УРСР (1981). Кавалер ордена ""Знак Пошани". Лауреат Державної премії УРСР в області науки і техніки (1976) та премії Ради Міністрів СРСР (1981). Почесна грамота Президії Академії наук УРСР (1982).

## Увічнення пам’яті
2018 року в м. Золотоноша, на будинку по вулиці Січовій встановлено меморіальну дошку. У відкритті взяли участь син Юрія Мітулинського Тарас (теж інженер за фахом) із дружиною Анною, донькою Оксаною та онукою Анечкою.